# Дувикас, Анастасиос
Анаста́сиос Ду́викас (греч. Αναστάσιος "Τάσος" Δουβίκας; род. 2 августа 1999, Афины или Триполис) — греческий футболист, нападающий клуба «Комо» и сборной Греции.

## Клубная карьера
Дувикас — воспитанник клубов «Аристеас Аргус» и «Астерас». В 2017 году в матче против ПАС Янина он дебютировал в греческой Суперлиге в составе последних. 26 ноября в поединке против «Левадиакоса» Анастасиос забил свой первый гол за «Астерас». Летом 2020 года Дувикас на правах свободного агента подписал контракт с клубом «Волос». 13 сентября в матче против «Атромитоса» он дебютировал за новую команду. В этом же поединке Анастасиос забил свой первый гол за «Волос».
Летом 2021 года Дувикас перешёл в нидерландский «Утрехт», подписав контракт на 4 года. Сумма трансфера составила 1 млн. евро. 15 августа в матче против роттердамской «Спарты» он дебютировал в Эредивизи. В этом же поединке Анастасиос забил свой первый гол за «Утрехт».
28 августа 2023 года перешёл в испанскую «Сельту», подписав пятилетний контракт.

## Международная карьера
28 марта 2021 года в товарищеском матче года против сборной Гондураса Дувикас дебютировал за сборную Греции. 5 сентября в отборочном матче чемпионата мира 2022 против сборной Косово он забил свой первый гол за национальную команду.

### Голы за сборную Греции
| #   | Дата            | Место                          | Противник | Результат | Счёт | Соревнование                     |
| --- | --------------- | ------------------------------ | --------- | --------- | ---- | -------------------------------- |
| 01. | 5 сентября 2021 | Фадиль Вокри, Приштина, Косово | Косово    | 0:1       | 1:1  | Чемпионат мира 2022 квалификация |